# Чрмљеншак
Чрмљеншак (словен. Črmljenšak) је насељено место у општини Ленарт, Подравска регија, Словенија.

## Историја
До територијалне реорганизације у Словенији био је у саставу старе општине Ленарт.

## Становништво
У попису становништва из 2011. године, Чрмљеншак је имао 206 становника.
| Број становника према пописима | Број становника према пописима | Број становника према пописима |
| ------------------------------ | ------------------------------ | ------------------------------ |
| 1991                           | 2002                           | 2011                           |
| 191                            | 196                            | 206                            |